# NGC 442
NGC 442 là thiên hà xoắn ốc loại S0 / a? (cạnh trên) nằm trong chòm sao Kình Ngư. Lewis Swift đã phát hiện ra nó vào ngày 21 tháng 10 năm 1886. Dreyer lần đầu tiên mô tả nó là "ngôi sao rất mờ, nhỏ, tròn, sáng về phía đông nam". Ngôi sao thực sự nằm ở phía đông bắc của NGC 442, nhưng, do cách thức hoạt động của kính viễn vọng quang học, việc một số sự nhầm lẫn về hướng xảy ra là không bình thường.